# لاري بار
لاري بار (بالإنجليزية: Larry Parr)‏ هو لاعب شطرنج أمريكي، ولد في 21 مايو 1946 في بالفيو في الولايات المتحدة، وتوفي في 2 أبريل 2011.

## وصلات خارجية
- لاري بار على موقع مباريات الشطرنج (الإنجليزية)
- لاري بار على موقع 365Chess.com (الإنجليزية)
- لاري بار على موقع الاتحاد الأمريكي للشطرنج (الإنجليزية)